# Lucy Vidal
Lucila Mercedes Vidal Luque (Valledupar, 17 de enero de 1966), de nombre artístico Lucy Vidal, es una cantante de vallenato, género autóctono de la Costa Caribe colombiana. Los padres de esta vallenata de ascendencia Guajira son Carlos Vidal Romero y Lucila Luque Soto. Tercera de cuatro hijos, Carlos José, Cecilia Leonor, Lucila Mercedes y Margarita Rosa. Como descendencia un único hijo Carlos Mauricio Alarcón Vidal, nacido de su primer matrimonio. Su segundo matrimonio con Victor Enrique Dangond Orozco.

## Biografía
Abogada de Profesión, graduada en la Universidad Católica de Colombia en el año de 1989. Especialista en Derecho Penal y Criminología título otorgado por las Universidades de Medellín y de Santander en convenio. Especialista en Derecho Probatorio, título otorgado por la Universidad Sergio Arboleda en Colombia. Vinculada a la Fiscalía General de la Nación en Colombia como Fiscal desde el año de 1996 y docentes en las Universidades Popular del Cesar y Universidad de Santander en su tierra natal Valledupar. 
De ella se dice que en su cantar conserva ese estilo vallenato auténtico, pero femenino, 
difícil de vislumbrarse en ese género que ha sido tradicional en los hombres. Se dice que la vena musical la hereda de su abuelo paterno Carlos Vidal Brugés, quien interpretaba un exótico instrumento musical como lo es el serrucho. 
Su primera producción musical se llamó "Corazón Vallenato", nombre artístico con el que se la conoce. En ella incluyó 13 clásicos del folclor vallenato, conservando y respetando la originalidad y autenticidad de sus primeros intérpretes. Como invitados especiales contó con los acordeonistas Almes Granados, José María “Chema” Ramos, Rey Vallenato número 10º del Festival Vallenato de Valledupar, Emiliano Zuleta Díaz y Gustavo Gutiérrez Cabello.
Su segunda producción decidió llamarla “Lucy Vidal, Corazón Vallenato Sin Palabras” donde se atrevió a interpretar un vallenato en el aire de puya de la autoría del maestro Andrés Beleño llamado “ Me peino con la lengua” cantada a dúo con uno de los grandes del folclore vallenato como es el más conocido como "El pulmón de Oro", Tomás Alfonso "Poncho" Zuleta.

## Discografía

### Corazón Vallenato (2007)
- 01.El cariño de mi pueblo (Gustavo Gutierrez Cabello)
- 02.El hachero (Nicolás Maestre)
- 03.La verdad (Fredy Molina)
- 04.Corazón vallenato (Emiro Zuleta)
- 05.Amor ausente (Armando León Quintero)
- 06.Igual que aquella noche (Emiro Zuleta)
- 07.La gaviota (Gustavo Gutiérrez Cabello)
- 08.Yo comprendo (Leandro Díaz)
- 09.El 9 de abril (Diomedes Díaz)
- 10.Rosa jardinera (Hildefonso Ramírez Bula)
- 11.La entrega (Julio Oñate Martínez)
- 12.Así es como vivo yo (Máximo Móvil)
- 13.Oye tú (Octavio Daza)

### Sin palabras (2008)
- 01 Sin palabras (Jacinto Leonardi Vega)
- 02 Sólo te toca llorar (Marcos Bedoya)
- 03 Bailátelo (Leo Salcedo)
- 04 Volví a llorar (Amílkar Calderón)
- 05 Una primavera otra vez (Juan Segundo Lagos)
- 06 Cada mañana (Wilfran Castillo)
- 07 El pintor del amor (Sergio Moya Molina)
- 08 Dáme un besito (Fernando Dangond Castro)
- 09 No es de hombres (Mateo Torres)
- 10 Uu canto para el mundo (Leo Salcedo)
- 11 Cuando yo quiera (Poncho Cotes Jr.)
- 12 Mosaico (Rumores de viejas voces,Es mi valle,Parrandas inovidables)
- 13 Díme que sí (Miguel Fernando Sánchez)
- 14 Me peino con la lengua (Andrés Beleño)

### Mejor que siempre (2011)
- 01 Vieja ilusión (Santander Durán Escalona)
- 02 Como te quiero, te olvido (Jorge Valbuena)
- 03 La porfía (Eibar Gutiérrez)
- 04 La vida y más (Marciano Martínez)
- 05 Lucy en carnaval (Mosaico - Popular)
- 06 Nada es imposible (Gabby Arregocés)
- 07 Se te nota en la mirada (Gustavo Gutiérrez Cabello)
- 08 Qué pena (Sergio Amarís)
- 09 Río de montaña (Rosendo Romero)
- 10 Tierra blanda (Rita Fernández Padilla)

### Vallenato y cumbia (2015)
- 01 A quién le dirás (Efrén Calderón)
- 02 El trovador ambulante (Pedro García Díaz)
- 03 El esqueleto (Calixto Ochoa Campo)
- 04 Mi acordeón (Emiliano Zuleta Díaz)
- 05 La loca (Rita Fernández Padilla)
- 06 Vallenatos embusteros (Orlando Nola Maestre)
- 07 Amor a dos manos (Emiro Zuleta)
- 08 De rodillas (Octavio Daza)
- 09 Amigos míos (Gustavo Gutiérrez Cabello)
- 10 Sufriendo también se vive (Hernando Marín Lacouture)
- 11 Parranda en la caja de música Simón el Viejo (Emiliano Zuleta Baquero)